# Bon Appétit (песня)
«Bon Appétit» (с фр. — «Приятного аппетита») — песня, записанная американской певицей Кэти Перри при участии хип-хоп группы Migos для её пятого студийного альбома. Релиз сингла состоялся 28 апреля 2017 года.

## Предыстория и релиз
На 59 церемонии Грэмми Перри заявила, что записала для альбома несколько песен в излюбленном для её фанатов стиле, одна из них «довольно пикантная».
В рамках промо-кампании 29 апреля Перри на Таймс-сквер раздавала вишневые пироги, также снялась в кулинарном ролике, где готовит вишневый пирог.

## Критический прием
Ведущий радио «Energy», Тони Кортез один из первых услышал новый сингл «Bon Appétit», заявив после: «Если бы «California Gurls» и «Dark Horse» имели ребёнка, то им бы был «Bon Appétit»... Я ставлю мой дом, это хит #1».
Редактор журнала Forbes Хью Макинтюр описал трек как «освежающий, летний привет из 90-х», также отметив нарастающий ритм в песне, назвав концовку «неоспоримой».
В журнале NME назвали «Bon Appétit» «рецептом величия», который «вызовет привыкание и, скорее всего, станет песней лета 2017», также положительно было отмечено присутствие в песне Migos.
Ханна Джей Девис в рецензии от The Guardian посчитала композицию «аншлагом высшего уровня, состоящего исключительно из намеков». Кевин О'Доннелл в статье для Entertainment Weekly охарактеризовал «Bon Appétit» как «великолепный пример евродиско». Кристофер Р. Вейнгартен в рецензии для издания Rolling Stone назвал песню «двусмысленной перепалкой с метафорами о еде» и вдохновленной творчеством группы AC/DC.
Эллиотт С. Эдвардс в обзоре Sputnikmusic назвал песню «кунилингус-буффетом».

## Коммерческий успех
Песня дебютировала с #76 строчки в чарте «Billboard Hot 100». В австралийском  ARIA Charts композиция дебютировала с #35 строчки с более чем четырьмя тысячами проданных копий. В Британском сингловом чарте песня дебютировала с #40 позиции.

## Музыкальное видео
Видеоклип на песню «Bon Appétit» был выпущен 12 мая 2017 года на официальном канале певицы на «YouTube». Критики назвали видеоклип довольно странным, однако весьма интересным. За первый день видео набрало более 14 миллионов просмотров, что является одним из самых успешных показателей со времен премьеры видеоклипа на «Hello» певицы Адель.

## Живые выступления
2 мая Кэти Перри посетила «Met Gala», где выступила на закрытой вечеринке с песнями «Chained To The Rhythm», «Dark Horse», «Teenage Dream», «Firework» и представила новый сингл «Bon Appétit» вместе с хип-хоп трио Migos.

## Список композиций
| №  | Название                        | Длительность |
| -- | ------------------------------- | ------------ |
| 1. | «Bon Appétit» (featuring Migos) | 3:47         |

| №  | Название                   | Длительность |
| -- | -------------------------- | ------------ |
| 1. | «Bon Appétit» (Muna remix) | 3:21         |

| №  | Название                                              | Длительность |
| -- | ----------------------------------------------------- | ------------ |
| 1. | «Bon Appétit» (featuring Migos) (Martin Jensen remix) | 2:56         |

| №  | Название                                     | Длительность |
| -- | -------------------------------------------- | ------------ |
| 1. | «Bon Appétit» (featuring Migos) (3LAU remix) | 3:04         |

## Чарты
| Чарт (2017)                                | Пиковая позиция |
| ------------------------------------------ | --------------- |
| Австралия (ARIA)                           | 35              |
| Австрия (Ö3 Austria Top 40)                | 64              |
| Бельгия/Фландрия (Ultratip Bubbling Under) | 5               |
| Бельгия/Валлония (Ultratop 50)             | 20              |
| Болгария (PROPHON)                         | 3               |
| Канада (Billboard Canadian Hot 100)        | 14              |
| Канада (Billboard CHR/Top 40)              | 28              |
| Канада (Billboard Hot AC)                  | 35              |
| Чехия (Singles Digitál Top 100)            | 38              |
| Финляндия (Latauslista Download)           | 24              |
| Франция (SNEP)                             | 9               |
| Германия (GfK)                             | 47              |
| Ирландия (IRMA)                            | 42              |
| Израиль (Media Forest)                     | 5               |
| Италия (FIMI)                              | 48              |
| Япония (Billboard Japan Hot 100)           | 55              |
| Мексика (Billboard Ingles Airplay)         | 19              |
| Нидерланды (Dutch Top 40)                  | 24              |
| Нидерланды (Single Top 100)                | 41              |
| Новая Зеландия (RMNZ Heatseekers)          | 2               |
| Панама (Monitor Latino).                   | 15              |
| Филиппины (Philippine Hot 100)             | 22              |
| Польша (Polish Airplay Top 100)            | 33              |
| Португалия (AFP)                           | 57              |
| Россия (Tophit Weekly General Airplay)     | 174             |
| Шотландия (OCC Scotland)                   | 21              |
| Словакия (Singles Digitál Top 100)         | 30              |
| Испания (PROMUSICAE)                       | 69              |
| Швеция (Sverigetopplistan)                 | 54              |
| Швейцария (Schweizer Hitparade)            | 36              |
| Украина (Tophit)                           | 13              |
| Великобритания (OCC UK Singles)            | 37              |
| США (Billboard Hot 100)                    | 59              |
| США (Billboard Dance Club Songs)           | 28              |
| США (Billboard Pop Airplay)                | 38              |

| Чарт (2017)                 | Позиция |
| --------------------------- | ------- |
| Бельгия (Ultratop Wallonia) | 83      |
| Франция (SNEP)              | 198     |
| Израиль (Media Forest)      | 44      |

| Регион                                                                      | Сертификация | Продажи   |
| --------------------------------------------------------------------------- | ------------ | --------- |
| Австралия (ARIA)                                                            | Платиновый   | 70 000    |
| Канада (Music Canada)                                                       | Золотой      | 40 000    |
| Франция (SNEP)                                                              | Золотой      | 66 666    |
| Германия (BVMI)                                                             | Золотой      | 200 000   |
| Италия (FIMI)                                                               | Платиновый   | 50 000    |
| Мексика (AMPROFON)                                                          | Платиновый   | 60 000    |
| Норвегия (IFPI Norway)                                                      | Золотой      | 30 000    |
| Великобритания (BPI)                                                        | Серебряный   | 200 000   |
| США (RIAA)                                                                  | Платиновый   | 1 000 000 |
| Данные о продажах + прослушиваниях приведены только на основе сертификации. |              |           |